# Natalia Vergara
Natalia Vergara (Madrid, España, 4 de mayo de 1973) es una cantante, compositora, actriz y productora española. Saltó a la fama al interpretar el tema principal de la serie de televisión Sin tetas no hay paraíso de Tele 5 con "Hoy me faltas tú". Interpretó el personaje de Patricia en el elenco original de Hoy no me puedo levantar. Fue finalista de Eurovisión 2008 con la canción “Me encanta bailar”. Es Presidenta de AMCE (Asociación de Mujeres Creadoras de Música en España), y es fundadora y directora del colectivo de compositoras femeninas “Señoritas On Fire”.

## Biografía

### Primeros años y formación.
Natalia Vergara Guerra nació el 4 de mayo en Madrid, España. Procede de una familia artística, su hermana es la cantante, logopeda y profesora de canto Celia Vergara, con quien ganó el primer premio del Concurso Nacional de Nuevos Valores de Sur Jerez en la modalidad cantautora. Por su parte, su tío fue la voz solista en un coro de la orden de los Escolapios y su abuelo era bailarín. Desde niña, sus influencias musicales consistieron en música clásica, flamenco, y artistas como Pink Floyd, Jean-Michel Jarre y Michael Jackson, cuyos discos se los regalaba su papá.
Natalia estudió música y voz en la Escuela de Música Creativa de Madrid y en Guildhall School Of Music en Londres. Fue titulada en interpretación de Teatro Musical en la Escuela Memory de Madrid   Se licenció en Derecho por la Universidad C.E.U. con especialidad en Derecho de Entretenimiento y en Comunicación Audiovisual en la Universidad Rey Juan Carlos. Titulada también en fundamentos en el negocio de la música por el Berklee College of Music de Boston.

### Inicios en teatro musical
Al inicio de su carrera musical, formó parte del grupo juvenil funkisoul Clan Club, con quienes gana el Primer Trofeo de Rock en el Festival Villa de Madrid en 1996 y grabara a un disco titulado Funky Clan bajo el sello de Avispa Music en 1999. La agrupación se destacó por tener ideas futuristas en el escenario, influenciándose principalmente por grupos como Funkadelic y Parliament.
En 1998 inició en el teatro musical, siendo seleccionada para el papel de María en la obra Sonrisas y lágrimas en el Festival de Proyecto XXI «Navidades de Película». Participó cantando en diversos proyectos musicales, entre los que cabe destacar el tema principal de la serie Condenadas a entenderse de Antena 3 en 1999. En el año 2000 siguió en teatro musical con la obra Pippi Calzaslargas, del director Ricard Reguant, en el papel de Mrs. Settergreen; Ese mismo año siguieron otras puestas en escena como La tienda de los horrores dirigida por Víctor Conde y A Chorus line.
Fue el 7 de abril de 2005 donde llegara su mayor oportunidad teatral con el musical Hoy no me puedo levantar en el Teatro Rialto de Madrid, formando parte así del elenco original en el papel de Patricia. Actuando junto a Inma Cuesta, Miquel Fernández y Adrián Lastra. La dirección del musical corre a cargo de Nacho Cano, integrante del grupo Mecano, y la dramaturgia a cargo del director David Serrano de la Peña.
Para 2006, Natalia es invitada a participar en el programa didáctico musical Contra las cuerdas y en 2007 en el programa de televisión UPR: Universo Pop Rock de Localia TV.

### InnataAma lo que Mamas
En 2008 presenta su primer álbum en solitario Ama lo que mamas y lo edita bajo el nombre artístico de Innata, con el sello Warner Music Spain. Los temas son compuestos letra y música por Natalia y coproducido por ella junto con Juan Sueiro y Guillermo Quero. En el disco destaca su colaboración con artistas como Yves Luabeya (La Mala Rodríguez, El chojin o Kultama), el rapero Michi (integrante de Dhi-ra) o Víctor Iniesta (integrante de El Bicho).
A su vez Natalia Vergara es seleccionada para interpretar el tema principal de la serie de Tele 5, Sin Tetas No Hay Paraíso, el cual le genera gran popularidad. Ese mismo año, Natalia gana el Concurso europeo BUIUC (Belgrado una Canción una Ilusión) por mejor canción con «Me Encanta Bailar» y es Finalista de Eurovisión. Tras el reconocimiento adquirido, se reedita el disco Ama lo Que Mamas añadiendo los temas «Hoy Me faltas tú» y «Me encanta bailar». Ese mismo año, Natalia se convierte en Finalista del Concurso de video-clips del Festival de Cine de Peñíscola con su tema «Miedo».
Más tarde debuta como actriz de televisión en la serie de Antena 3 tv y Neox Impares. También canta en las versiones dobladas al español de películas como Encantada y El Emperador y sus Locuras de Disney, y forma parte de la banda sonora de Mentiras y Gordas de Menkes y Albacete, en Lola de Miguel Hermoso y en El Show de Flo en TVE presentado por Florentino Pérez y Miki Nadal.

### Londres, Señoritas On Fire
En 2010, durante la crisis española, Natalia emigra a Londres para desarrollar su carrera musical. En su estancia de cuatro años, graba dos EP con temas propios en inglés, de los cuales lanza el sencillo «Summer y Verano», canción producida por Erik Nilsson.
En 2011, funda, dirige y produce Señoritas On Fire colectivo que reconoce el talento femenino musical en español alrededor del mundo. Natalia participa a su vez como artista y cantante en dicha iniciativa. Con Señoritas On Fire ha actuado en diferentes ciudades como Madrid, Valencia, México, Londres o Nueva York. En el proyecto también han colaborado compositoras y cantantes como: Cristina del Valle, María Villalón, Aurora Beltrán, Alba Molina, Barei, Belinda Washington, Nalaya, Carita Boronska, Ainhoa Cantalapiedra, Esmeralda Grao, Pia Tedesco, Celia Vergara, Mey Green, Tyna Ros, Silvia & Kar-men, Astrid Asher, Darina, Viktorija Pilatovic, Noa Lur, Natalia Calderón, Milena Brody y Sandra Delaporte.

### Llegada a México,De Venus Amarte
A partir de 2014 pasa temporadas en Ciudad de México. Allí compone con artistas y cantautores como Juan Solo, María Bernal, Pambo, Edgar Oceransky, Juan Pablo Manzanero, Bruno Danza, Pablo Todd, Kurt, Carreyó, entre otros; asimismo, Natalia es compositora para el grupo Televisa.
En 2016, Natalia lanza el disco y el libro De Venus Amarte, su segundo álbum en solitario. El disco es producido por Ludovico Vagnone, y es escrito entre Madrid y México en Cosmos Studios de Armando Ávila. De Venus Amarte consta de tres etapas cuya autoría corre a cargo Natalia Vergara: un disco, un libro y una obra de Teatro Musical aún pendiente de estrenarse. En 2020 formó parte del reencuentro virtual del elenco original en España y México de Hoy no me puedo levantar organizado por Nacho Cano, durante la pandemia de la enfermedad por coronavirus de 2020.

## Labor en organizaciones y colaboraciones
Al inicio de su carrera musical, compaginó su faceta artística con su labor jurídica. Al poco tiempo de licenciarse en derecho, colaboró en el despacho de familia de Consuelo Abril, apoyando a la investigación de Violencia de Género y Malos Tratos en Mujeres. Para 1999 fue coautora del libro Aspectos Procesales de la Violencia Doméstica de la Editorial Entinema. Y se tituló en La Aplicación de la Perspectiva de Género a las Industrias Culturales por la Universidad Complutense de Madrid.
Natalia es presidenta de AMCE (Asociación de Mujeres Creadoras de Música en España), proyecto para apoyar a las Mujeres Creadoras de Música. Ha colaborado en el estudio «¿Dónde están las mujeres en la música sinfónica?» y ha dirigido AMCEXPONE, exposición itinerante fotográfica. Dirigió el Documental “Soy Tu Referente“, disponible en La Biblioteca Musical Víctor Amorós del Centro Cultural Conde Duque. Además, ha organizado debates y conferencias sobre la desigualdad de Género en la industria musical en España, participando también en conferencias y mesas redondas en España, Bélgica, México, Santo Domingo, Países Bajos, Hungría, Viena, Portugal y en Eurosonic.
Natalia Vergara formó parte del Primer Simposio Internacional sobre las Dinámicas de Género en la Industria Musical, el cual tuvo lugar en 2018 en Holanda. Es Miembro de La Junta directiva de AMA (Autores de Música Asociados) y del grupo de trabajo de género de CIAM (Consejo Internacional de Creadores de Música), también en Women Cisac del Grupo de Trabajo de Género en ECSA (Alianza Europea de Compositores) con sede en Bélgica. Compagina la música con su labor docente como Profesora de Music Business en la sede de Madrid de ESE (European School of Economics).

## Discografía

#### Álbumes de estudio
- 2008: Ama lo que mamas... Warner Music Spain[29]
- 2016: De Venus Amarte... La Cúpula Music[69]

#### Sencillos
- 2018: Summer / Verano

#### Otros
- 1997: Funky Clan con el grupo Clan Club... Avispa Music[14]
- 2003: Matineé, Zarzuela XXI... Pimienta Music[70]

#### Soundtracks
- 1993: Condenadas a Entenderse
- 2000: El Emperador y sus locuras
- 2006: Sin Tetas No Hay Paraíso
- 2007: Lola
- 2007: Encantada
- 2009: Mentiras y Gordas

## Filmografía

#### Teatro
- 2005: Hoy No Me Puedo Levantar... Patricia
- 2000: Espectáculo Musical Premio Primavera
- 2001: A Chorus Line... Maggie
- 2000: La Tienda de los Horrores... Chrystel
- 2000: Pippi Calzaslargas... Mrs. Settergreen

#### Televisión
- 2008: Impares... María Maneiro

## Libros
- Aspectos Procesales de la Violencia Doméstica. Editorial Entinema. 1999. ISBN 8481982725.
- De Venus Amarte. Independiente. 2017.